# أوبرايشين أرابيا
المعلومات الأساسية
أسست في
2010
تاريخ الإصدار
August 2011
حول
لعبة القوة الضاربة - أول لعبة اكشن عربية ثلاثية الابعاد
الوصف
لعبة قتالية اعضائها من فريقي الميليشيا أو القوات الخاصة داخل مراحل عدة من مدننا العربية كـ «الجميره، جسر عبدون، البتراء، برج المملكة في الرياض» حيث يمكنك أيضا اختيار الأسلحة وتصميم شخصية لاعبك لكي تراه داخل اللعبة بالبعد الثالث